# Ligne de tramway 580
La ligne Eupen - Verviers, est une ancienne ligne du tramway d'Eupen de la Société nationale des chemins de fer vicinaux (SNCV) qui reliait Eupen à Verviers entre 1933 et 1956.

## Histoire
En 1948, la ligne est équipée de la signalisation automatique pour les voies uniques.
La ligne est mise en service en 1933 et fermée 1956. Elle est remplacée par une ligne d'autobus sous l'indice 25.

## Infrastructure

### Dépôts et stations
Autres dépôts utilisés par la ligne situés sur le reste du réseau ou des lignes connexes : Eupen.

## Exploitation

### Horaires
Tableaux horaires :
- 616 en 1950[3].

### Monographies
- Edmond Fellingue, René Hanssen, Marcel Lambou et Jean Henri Renard, Les tramways au pays de Liège, t. 2 : Les chemins de fer vicinaux, Groupement belge pour la promotion et l'exploitation touristique du transport ferroviaire (GTF), 1985, 398 p.